# 龍族前傳
《龍族前傳》（英語：House of the Dragon）是一部美國劇情奇幻類型的電視劇，改編自喬治·R·R·馬丁的小說《血與火》，是電視劇《冰與火之歌：權力遊戲》的前傳影集。故事背景設定在《冰與火之歌：權力遊戲》中事件發生的約兩百年前，講述坦格利安家族的興衰史。2019年10月，影集獲得整季預訂，主體拍攝於2021年4月在英國開機。首季共10集，於2022年8月21日在HBO開播。第一集首播五日後，HBO隨即簽約製作第二季，第二季於2024年6月16日(台灣為17日)開播。

## 集數
| 季數 | 集数 | 集数 | 首播日期      | 首播日期       | 首播日期 |
| 季數 | 集数 | 集数 | 首映          | 季终           | 电视网   |
| ---- | ---- | ---- | ------------- | -------------- | -------- |
| 1    | 10   | 10   | 2022年8月21日 | 2022年10月23日 | HBO      |
| 2    | 8    | 8    | 2024年6月16日 | 2024年8月4日   | HBO      |

## 演員與角色

### 主要角色
- 派迪·康斯丁 飾演 韋賽里斯·坦格利安一世國王（King Viserys I Targaryen）（第1季）

維斯特洛大陸坦格利安王朝的第五任國王，是傑赫里斯一世的次子貝隆與長女阿萊莎之子，雷妮拉和伊耿二世的父親。
- 馬特·史密斯 飾演 戴蒙·坦格利安親王（Prince / King Consort Daemon Targaryen）

韋賽里斯一世的弟弟，久經戰陣的戰士，因为个性飞扬难料而被称作“浪荡王子”（Rogue Prince），擁有名為「嗜血巨蟲」的公龍科拉克休（Caraxes）。
- 艾瑪·達西 飾演 雷妮拉·坦格利安公主／女王（Princess / Queen Rhaenyra Targaryen）[6]
  - 米莉·愛考克 飾演 年輕的雷妮拉·坦格利安公主（Princess Rhaenyra Targaryen）（第1季；第2季客串）

韋賽里斯一世的长女，也是他与第一位王后愛瑪·艾林唯一幸存的孩子，龙石岛公主和铁王座法定继承人，年轻时被誉为“王国之光”（Realm's Delight），有望成為維斯特洛大陸的第一位女王。后因为怀孕临产时弟弟伊耿趁机篡位，在支持者（即“黑党”）的拥护下在龙石岛自立为王与占领君临城的弟弟和继母分庭抗争。拥有母龙叙拉克斯（Syrax）。
- 奧利薇亞·庫克 飾演 亞莉森·海塔爾王后／太后（Queen / Dowager Queen Alicent Hightower）[6]
  - 艾蜜莉·凱利 飾演 年輕的亞莉森·海塔爾小姐／王后（Lady / Queen Alicent Hightower）（第1季）

韋賽里斯一世的第二任妻子，后成为七王国太后，育有三個兒子和一個女兒。原與雷妮拉為閨蜜，但在父親奧托的指示下嫁給韋賽里斯成为雷妮拉的繼母，兩人逐漸疏離，因为家族压力加上懼怕雷妮拉登基後会加害自己骨肉，遂自組「綠黨」與雷妮拉分庭抗禮。
- 萊斯·伊凡 飾演 奧托·海塔爾爵士（Ser Otto Hightower）

亞莉森王后的父親，曾作为國王之手辅佐过杰赫里斯、韦赛里斯、伊耿二世三代君王。
- 史提夫·陶森特 飾演 科利斯·瓦列利昂伯爵（Lord Corlys Velaryon）

瓦列利昂家族族長，雷妮丝公主的丈夫，七王国知名的航海冒險家，綽號「海蛇」，是维斯特洛当时最富有的人之一。
- 夏娃·貝斯 飾演 雷妮絲·坦格利安公主（Princess Rhaenys Targaryen）（第1－2季）

科利斯的妻子，傑赫里斯一世長子伊蒙和喬斯琳·拜拉席恩之女，韦赛里斯一世的堂姐，虽然顺位排名第一但因为是女儿身而在決定鐵王座繼承人的大议会上被堂弟韋賽里斯胜出，因此被稱為「無冕女王」。擁有一條名為「紅女王」的母龍梅麗亞斯（Meleys）。
- 法比恩·法蘭科 飾演 克里斯頓·科爾爵士（Ser Criston Cole）

黑港唐德利恩伯爵屬下的事務官之子，在多恩出生，劍術精湛。在雷妮拉公主七歲時即成為御林鐵衛，後來被公主親自提拔為隊長。曾與雷妮拉發生一夜情而違背御林鐵衛的誓言，從此終日惶恐不安。第五集向雷妮拉請求私奔不果，又於婚禮上被喬佛里發覺而大怒打死對方，其後試圖自殺保住名譽時被亞莉森救下，從此成為綠黨最初的成員，是伊耿二世篡位登基的主谋之一，绰号“拥王者”（Kingmaker）。
- 水野索諾亞 飾演 彌賽麗亞（Mysaria）

被販賣到維斯特洛大陸的东方女性，期初是戴蒙·坦格利安的親信與情婦，被抛弃后成为君临城的情报贩子，绰号“白虫”。
- 葛拉罕·麥克塔維什 飾演 哈羅德·維斯特林爵士（Ser Harrold Westerling）

傑赫里斯一世在位時成為御林鐵衛成員，負責監視和保護雷妮拉公主。
- 馬修·尼德姆 飾演 拉里斯·史壯伯爵（Lord Larys Strong）

萊昂諾·斯壯的幼子，哈爾溫的弟弟，綽號「彎足」。
- 傑佛遜·霍爾 飾演 傑森·蘭尼斯特公爵（Lord Jason Lannister）和泰蘭·蘭尼斯特爵士（Ser Tyland Lannister）

兰尼斯特家族的雙胞胎兄弟，哥哥傑森是凱岩城公爵和西境守护，弟弟泰蘭是红堡议会新任的海政大臣。
- 哈利·科利特 飾演 傑卡里斯·「小傑」·瓦列利昂王子（Prince Jacaerys "Jace" Velaryon）
  - 里奧·哈特（Leo Hart） 飾演 年輕的傑卡里斯·瓦列利昂（Jacaerys Velaryon）（第1季客串）

雷妮拉公主與蘭諾·瓦列利昂的長子，拥有一条公龙沃马克斯（Vermax）。
- 湯姆·格林-卡尼 飾演 伊耿·坦格利安王子（Prince Aegon Targaryen）／伊耿·坦格利安二世國王（King Aegon II Targaryen）
  - 泰·田納特 飾演 年輕的伊耿·坦格利安王子（Prince Aegon Targaryen）（第1季客串）

韋賽里斯一世和亞莉森王后的長子，雷妮拉的异母弟弟，为与同名的外甥相区别因此也称“大伊耿”（Aegon the Elder）。在韦赛里斯驾崩后，他在母后的支持者（即“绿党”）的拥护下发动政变篡夺王位成为伊耿二世，引發被後世稱為血龍狂舞的王室內戰。拥有名为“阳炎”（Sunfyre）的金色公龙。
- 伊旺·米切爾 飾演 伊蒙德·坦格利安王子（Prince Aemond Targaryen）
  - 里奧·艾希頓（Leo Ashton） 飾演 年輕的伊蒙德·坦格利安王子（Prince Aemond Targaryen）（第1季客串）

韋賽里斯一世和亞莉森的次子，伊耿的弟弟，雷妮拉的异母弟弟，童年曾与雷妮拉的儿子们斗殴被划瞎左眼，因此也称“独眼伊蒙德”（Aemond One-Eye）。后来拥有曾属于兰娜·瓦列利昂的母龙瓦格哈尔。
- 貝瑟妮·安東尼亞 飾演 貝拉·坦格利安小姐（Lady Baela Targaryen）
  - 夏妮·斯梅瑟斯特（Shani Smethurst） 飾演 年輕的貝拉·坦格利安（Baela Targaryen）（第1季客串）

戴蒙·坦格利安和蘭娜·瓦列利昂的長女，杰卡里斯的未婚妻，與妹妹雷娜是一對雙胞胎，擁有一條名為「月舞」（Moondancer）的母龍。
- 菲比·坎貝爾（英语：Phoebe Campbell） 飾演 雷娜·坦格利安小姐（Lady Rhaena Targaryen）
  - 伊娃·奧塞伊-格寧（Eva Ossei-Gerning） 飾演 年輕的雷娜·坦格利安（Rhaena Targaryen）（第1季客串）

戴蒙·坦格利安和蘭娜·瓦列利昂的次女，與姐姐貝拉是一對雙胞胎，后来拥有一条名为“晨光”（Morning）的小母龙。
- 菲婭·薩班 飾演 海倫娜·坦格利安公主／王后（Princess / Queen Helaena Targaryen）
  - 伊薇·艾倫（Evie Allen） 飾演 年輕的海倫娜·坦格利安公主（Princess Helaena Targaryen）（第1季客串）

韋賽里斯一世和亞莉森的女兒，伊耿的妹妹和妻子，伊蒙德的姐姐，雷妮拉的异母妹妹。拥有名为“梦火”（Dreamfyre）的母龙。
- 庫爾特·埃吉亞萬（Kurt Egyiawan） 飾演 歐維爾大學士（Grand Maester Orwyle）（第2季；第1季常設）

韋賽里斯一世在位後期接替梅羅斯成為大學士，並在伊耿二世即位後繼續擔任。
- 阿布巴卡爾·薩利姆 飾演 船殼鎮的埃林（Alyn of Hull）（第2季）

為瓦列利昂家族工作的一名水手，真实身份是科利斯·瓦列里昂的私生子。
- 柯林頓·利伯蒂（英语：Clinton Liberty） 飾演 船殼鎮的亞當（Addam of Hull）（第2季）

埃林的同胞兄弟，瓦列利昂艦隊的一名造船匠，真实身份是科利斯·瓦列里昂的私生子。
- 湯姆·泰勒 飾演 克雷根·史塔克公爵（Lord Cregan Stark）（第2季）

年輕的臨冬城公爵，史塔克家族族長，日后绰号“北境老人”。
- 基蘭·貝（英语：Kieran Bew） 飾演 鐵鎚修夫（Hugh Hammer）（第2季）

君臨的一個鐵匠，真实身份是坦格利安家族在民间生下的“龙种”（dragonseed），有一個生病的女兒需要他照顧。
- 湯姆·班奈特（英语：Tom Bennett (actor)） 飾演 白髮烏爾夫（Ulf the White）（第2季）

君臨居民，真实身份是坦格利安家族在民间生下的“龙种”，自稱是“勇敢的贝尔隆”（韦赛里斯和戴蒙的父亲）的私生子。
- 埃洛拉·托爾奇亞（英语：Ellora Torchia） 飾演 凱特（Kat）（第2季）

铁锤修夫的妻子。
- 弗雷迪·福克斯 飾演 加爾溫·海塔爾爵士（Ser Gwayne Hightower）（第2季）
  - 威爾·威洛比（Will Willoughby） 飾演 年輕的加爾溫·海塔爾（Gwayne Hightower）（第1季未記名）

奧托爵士的兒子，亞莉森太后的弟弟。
- 蓋兒·蘭金 飾演 亞麗·河文（Alys Rivers）（第2季）

赫倫堡的神秘女人，斯壮家族的私生女。
- 西蒙·羅素·比爾（英语：Simon Russell Beale） 飾演 西蒙·史壯爵士（Ser Simon Strong）（第2季）

拉里斯伯爵的叔叔，赫倫堡的代理城主。

## 製作

### 開發
2018年11月，小說《冰與火之歌》的作者喬治·R·R·馬丁透露可能根據小說《火與血》開發電視劇《冰與火之歌：權力遊戲》潛在的衍生影集。2019年9月，馬丁與萊恩·康達爾創作的關於坦格利安家族的劇本有望獲得HBO預訂試播集。10月，影集正式獲得整季預訂，故事背景設定在《冰與火之歌：權力遊戲》中事件發生的兩百年前，講述坦格利安家族的興衰史。萊恩·康達爾與明格爾·薩普什尼克擔當節目統籌，薩普什尼克同時執導包括試播集在內的數集。HBO取消製作《冰與火之歌：權力遊戲》編劇布萊恩·考克曼提出的衍生影集之後，《龍族前傳》基於該項目重新開發。第一季開播後，薩普什尼克宣佈離開項目。第二季將由康達爾獨自擔當節目統籌。

### 選角
2020年7月，製作組開始選角。10月，派迪·康斯丁確定參演影集。12月，奧利薇亞·庫克、馬特·史密斯和艾瑪·達西確定參演影集，丹尼·薩帕尼與HBO進入商談階段，有望出演未公佈的角色。2021年2月，萊斯·伊凡、史提夫·陶森特、夏娃·貝斯和水野索諾亞確定出演主要角色。4月，法比恩·法蘭科確定參演影集。5月，葛拉罕·麥克塔維什確定參演影集。2021年7月，艾蜜莉·凱利和米莉·愛考克確定參演影集。2021年9月，瑞恩·科爾、傑佛遜·霍爾、大衛·霍羅維奇、馬修·尼德姆、比爾·帕特森和加文·斯派克確定參演影集。

### 拍攝
主體拍攝於2021年4月開機，拍攝地點主要在英國，第一季拍攝地點還包括西班牙和美國加利福尼亞州。2021年4月底，製作組在英格蘭康瓦爾郡拍攝。《龍族前傳》是在華納兄弟利維斯登工作室的全新虛擬製作片場開機的首部影視作品。2021年7月18日，由於製作片場出現一例2019冠狀病毒病陽性案例，製作組暫停兩日的拍攝作業。2021年10月11日至21日，製作組在西班牙西部卡塞雷斯省取景拍攝。2021年10月26日至31日，製作組在葡萄牙的孟山都城堡取景拍攝。第二季的拍攝將於2023年春天在西班牙開機。

### 音樂
2021年2月，拉敏·賈瓦帝確定為影集創作原聲音樂，他此前為《冰與火之歌：權力遊戲》作曲。

### 幕後花絮
《龍族前傳》的幕後花絮、後勤作業過程、布景以及特效設計被製作成獨立系列特輯《龍族崛起祕辛》，每一集的《龍族前傳》搭配一集《龍族崛起祕辛》播出，全長介於15~25分鐘不等，同步上架於MAX和HBO GO。

## 市場營銷
2020年12月，製作組發佈劇中巨龍概念設計圖。2021年10月5日，HBO釋出首支前導預告短片。

## 發行

### 電視播出
2020年1月，HBO節目部總裁凱西·布洛伊斯（Casey Bloys）透露影集計劃於2022年首播，首季共10集。2022年3月30日，HBO宣布影集定於2022年8月21日首播。

### 家用媒體
《龍族前傳》第一季於2022年8月21日同步於HBO旗下串流平台HBO Max播出，為平台中首部支援4K高畫質、杜比視界HDR及杜比全景聲播出的電視劇。其他尚未有HBO Max服務的地區則上架於HBO GO。
該劇的4K高畫質藍光光碟、標準藍光光碟和DVD版本於2022年12月20日發售，內涵超過1小時的幕後花絮。

## 反响

### 专业评价
| 烂番茄追踪到的所有评论家的评论中，正面评论占比 |                                                              |
|                                                | 由于已知的技术原因，图表暂时不可用。带来不便，我们深表歉意。 |

截至2022年10月25日，汇总媒体烂番茄根据840条评论打出85%的新鲜度，平均得分7.5/10。而在Metacritic，43位影评人打出69/100的平均分，表示“普遍好评”。
本作被爛番茄評為2022年的最佳新系列劇集、最佳科幻/奇幻系列劇集。

### 收视率
剧集首播翌日，HBO表示美国地区上线首晚收视人数约为999万人，涵盖电视观众及HBO Max流媒体观众，其中HBO Max创下平台剧集首播单日收视新纪录。到四天后第二季宣布续订，HBO表示美国地区电视台、流媒体及点播平台收视人数已突破2000万，惟未经第三方机构确认，包括仅公布电视观众人数的尼尔森收视率。
首播当天部分HBO Max用户遇到服务崩溃的问题，尤其是Amazon Fire TV电视盒的用户。Downdetector表示有3700个应用无响应的事件。加拿大合作平台Crave也出现流媒体播放问题。

## 資料來源
1. 1 2  Hailu, Selome. . Variety. 2022-08-22  [2022-08-23]. （原始内容存档于2022-08-22） （美国英语）.
2. ↑  Maas, Jennifer. . Variety. 2024-03-05  [2024-04-14]. （原始内容存档于2024-03-05）.
3. 1 2  Andreeva, Nellie. . Deadline Hollywood. Penske Media Corporation. 2020-10-05  [2020-10-06]. （原始内容存档于2020-10-06） （美国英语）.
4. 1 2 3 4 5  Hibberd, James. . Entertainment Weekly. 2020-10-05  [2020-10-06]. （原始内容存档于2020-10-06） （美国英语）.
5. 1 2 3 4  Andreeva, Nellie. .   [2020-12-11]. （原始内容存档于2020-12-11） （美国英语）.
6. 1 2 3  Petski, Denise. . Deadline. 2021-07-06  [2021-07-07]. （原始内容存档于2021-10-05） （美国英语）.
7. 1 2 3 4 5  Andreeva, Nellie. . Deadline Hollywood. 2021-02-11  [2021-02-11]. （原始内容存档于2021-10-05） （美国英语）.
8. 1 2  Del Rosario, Alexandra. . Deadline Hollywood. 2021-04-15  [2021-04-27]. （原始内容存档于2021-04-19） （美国英语）.
9. 1 2  Molina-Whyte, Lidia. . Radio Times. 2021-05-12  [2021-05-12]. （原始内容存档于2021-05-18） （美国英语）.
10. 1 2 3  Otterson, Joe. . Variety. 2021-09-24  [2021-09-24]. （原始内容存档于2022-03-30） （美国英语）.
11. 1 2 3 4 5 6 7  . WarnerMedia.   [2022-03-30]. （原始内容存档于2022-03-31） （美国英语）.
12. ↑  Cain, Sian. . The Guardian. 2018-11-10  [2019-04-27]. （原始内容存档于2020-05-21） （美国英语）.
13. ↑  Andreeva, Nellie. . Deadline Hollywood. 2019-09-12  [2019-09-12]. （原始内容存档于2020-05-13） （美国英语）.
14. ↑  Goldberg, Leslie. . The Hollywood Reporter. 2019-10-29  [2019-10-29]. （原始内容存档于2019-10-30） （美国英语）.
15. ↑  Beyond the Trailer.  (Video). YouTube.  事件发生在 12:20. 2020-10-20  [2021-05-13]. （原始内容存档于2021-05-13） （美国英语）. Its common knowledge that this is a prequel. So it takes place sometime before the show but its on a medieval timeline. Not much really changed through the Middle Ages.... 200 years in our timeline is a really long time whereas 200 years in the Game of Thrones world wouldn't be that much.
16. ↑  Roots, Kimberly. . Tvline. 2020-12-03  [2021-06-06]. （原始内容存档于2021-05-07） （美国英语）.
17. ↑  Vernier, Matt. . thegww.com. 2019-10-30  [2021-06-06]. （原始内容存档于2021-05-03） （美国英语）.
18. 1 2  Lawler, Richard. . The Verge. 2022-08-21  [2022-08-22]. （原始内容存档于2022-08-26） （美国英语）.
19. ↑  McLennan, Patrick. . Radio Times. Immediate Media Company. 2020-07-20  [2020-07-20]. （原始内容存档于2020-07-21） （美国英语）.
20. ↑  Fahadullah Hussaini, Syed. . Screen Rant. 2021-02-11  [2021-02-12]. （原始内容存档于2021-02-12） （美国英语）.
21. ↑  White, Peter. . Deadline Hollywood. 2021-04-26  [2021-04-26]. （原始内容存档于2021-04-26） （美国英语）.
22. ↑  Hibberd, James. . Entertainment Weekly (Meredith Corporation). 2020-10-14  [2021-04-16]. （原始内容存档于2020-12-17） （美国英语）.
23. ↑  . Production List.   [2021-06-06]. （原始内容存档于2021-04-30） （美国英语）.
24. ↑  Miller, Matt. . MSN. 2021-04-29  [2021-06-06]. （原始内容存档于2021-05-01） （美国英语）.
25. ↑  Grater, Tom. . Deadline Hollywood. 2021-06-30  [2021-06-30]. （原始内容存档于2021-07-12） （美国英语）.
26. ↑  White, Peter. . Deadline Hollywood. 2021-07-18  [2021-07-19]. （原始内容存档于2021-10-05） （美国英语）.
27. ↑  . Hoy. 2021-08-25  [2021-09-11]. （原始内容存档于2021-08-29） （西班牙语）.
28. ↑  Choudhary, Sayantan. . Wiki of Thrones. 2021-09-27  [2021-10-24]. （原始内容存档于2021-10-26） （英国英语）.
29. 1 2  . Metacritic.   [2022-10-11]. （原始内容存档于2022-08-19） （美国英语）.
30. ↑  . Film Music Reporter. 2021-02-02  [2021-02-02]. （原始内容存档于2021-02-02） （美国英语）.
31. ↑  .   [2024-07-18]. （原始内容存档于2024-11-30）.
32. ↑  Hibberd, James. . Entertainment Weekly. 2020-12-03  [2020-12-04]. （原始内容存档于2020-12-07） （美国英语）.
33. ↑  Patches, Matt. . Polygon. 2021-10-05  [2021-10-09]. （原始内容存档于2022-02-26） （美国英语）.
34. ↑  Andreeva, Nellie. . Deadline Hollywood. 2020-01-15  [2020-03-27]. （原始内容存档于2020-05-14） （美国英语）.
35. ↑  Rice, Lynette. . Deadline Hollywood. 2022-03-30  [2022-03-30]. （原始内容存档于2022-04-02） （美国英语）.
36. 1 2  . Rotten Tomatoes.   [2022-10-25]. （原始内容存档于2022-08-18） （美国英语）.
37. ↑  . 爛蕃茄. 2023-01-13  [2023-01-13]. （原始内容存档于2023-01-13） （英语）.
38. ↑  . 爛蕃茄. 2023-01-13  [2023-01-13]. （原始内容存档于2023-01-13） （英语）.
39. ↑  Petski, Denise. . Deadline Hollywood. 2022-08-26  [2022-08-26]. （原始内容存档于2022-08-26） （美国英语）.
40. 1 2  Lukpat, Alyssa. . The Wall Street Journal. 2022-08-22  [2022-08-22]. （原始内容存档于2022-08-22） （美国英语）.
41. ↑  Ng, Gary. . iPhone in Canada. 2022-08-21  [2022-08-22]. （原始内容存档于2022-08-22） （加拿大英语）.
42. Hibberd, James; Kit, Borys. . The Hollywood Reporter. 2022-08-31  [2022-09-01]. （原始内容存档于2022-09-14） （美国英语）.

## 外部連結
- 官方网站
- 互联网电影数据库（IMDb）上《龍族前傳》的资料（英文）
- 豆瓣电影上《龍族前傳》的資料 （简体中文）
- 爛番茄上《龍族前傳》的資料（英文）